# Jacques Plein
Jacques Plein (* 17. Februar 1987) ist ein ehemaliger luxemburgischer Fußballspieler.

## Karriere
Plein entstammt der Juniorenarbeit von AS Hosingen und des luxemburgischen Erstligisten Etzella Ettelbrück. Zur Saison 2004/05 wurde er in den Kader der ersten Mannschaft geholt und kam in seiner ersten Saison zu sechs Spielen in der luxemburgischen Meisterschaft. Im Juli 2011 wechselte er zum FC Progrès Niederkorn und spielte dort drei Jahre lang. Zur 2014/15 unterschrieb er einen Vertrag beim luxemburgischen Zweitligisten FC 72 Erpeldingen. Die Rückrunde der Saison 2015/16 spielt er auf Leihbasis beim FC Mamer 32 und wechselte im Sommer 2016 fest zum Ligarivalen. Dort beendete er 2018 seine aktive Karriere.

### Nationalmannschaft
Von 2002 bis 2008 absolvierte er insgesamt 18 Partien für diverse Jugendnationalmannschaften Luxemburgs.
2009 wurde er erstmals für die A-Nationalmannschaft nominiert und gab am 28. März bei der 0:4-Niederlage gegen Lettland sein Debüt. Länderspiel Nummer zwei absolvierte er am 25. März 2011 gegen Frankreich, als Luxemburg mit 0:2 verlor und Plein in der 90. Minute eingewechselt wurde. 